# Montenero Sabino
Montenero Sabino és un comune (municipi) de la província de Rieti, a la regió italiana del Laci, situat a uns 50 km al nord-est de Roma i a uns 14 km al sud-oest de Rieti. A 1 de gener de 2019 la seva població era de 287 habitants.